# Euroregion Teschener Schlesien

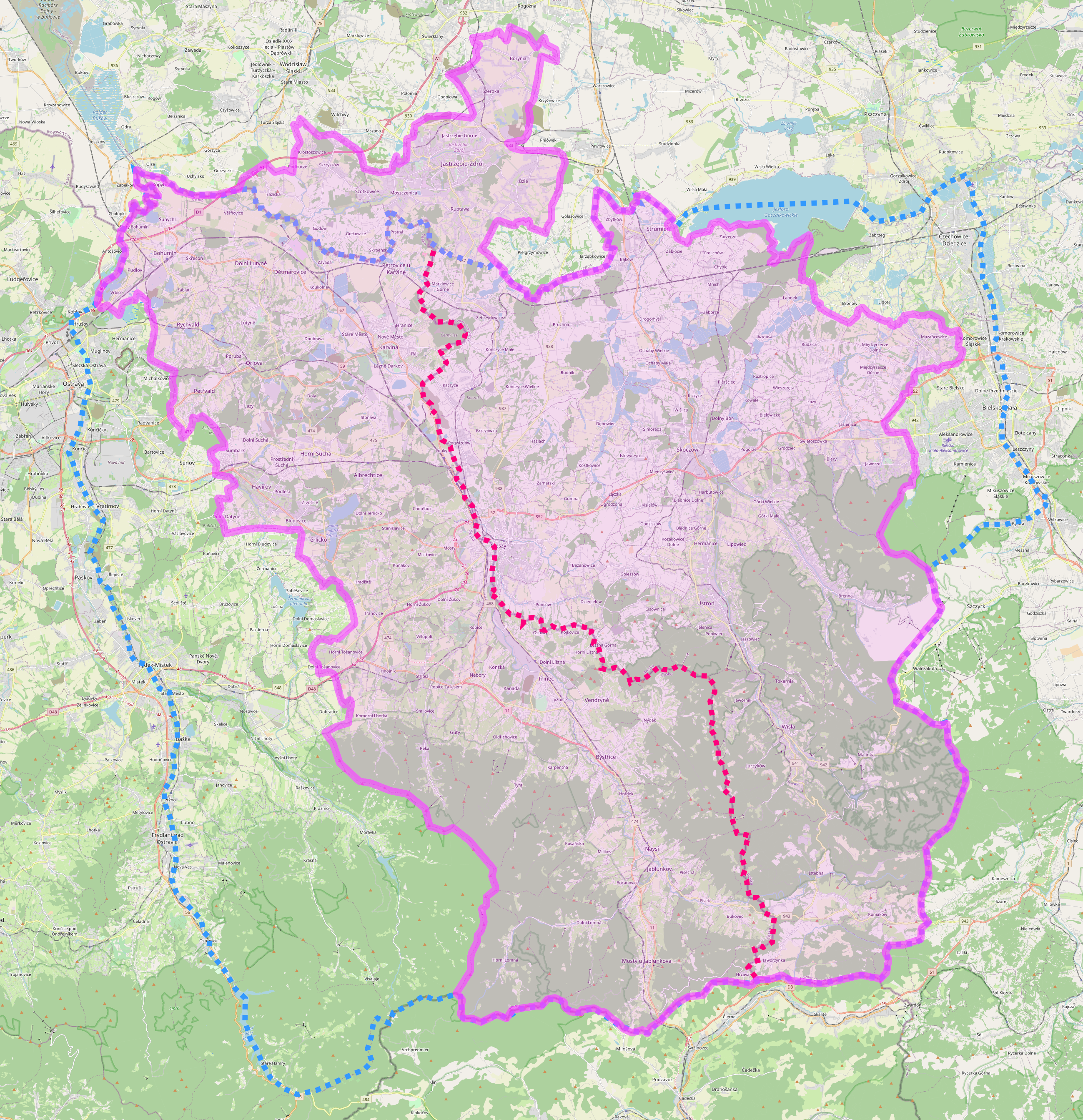
Euroregion Teschener Schlesien

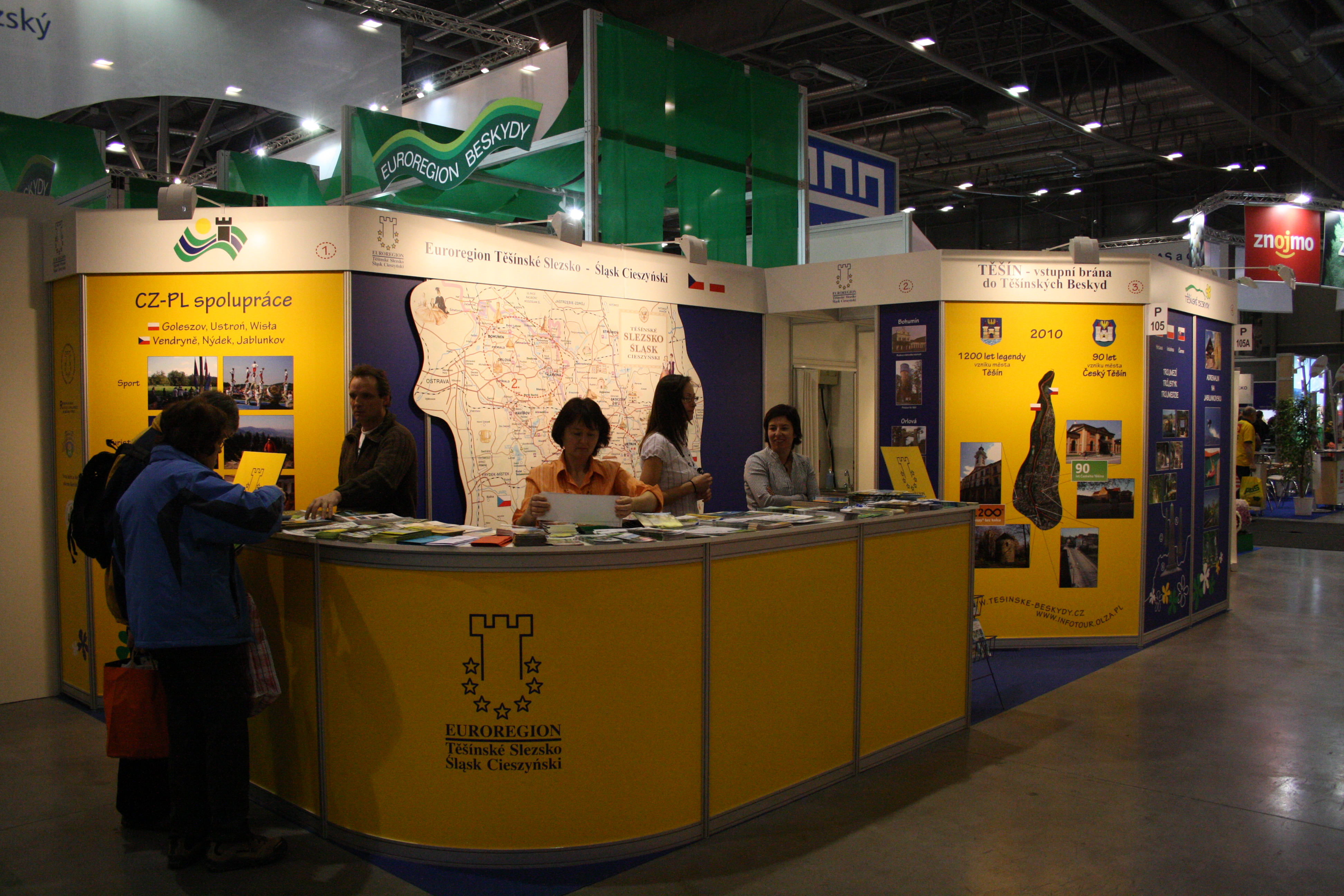
Ein Promotionsstand der Euroregion

Die Euroregion Teschener Schlesien (polnisch Euroregion Śląsk Cieszyński, tschechisch Euroregion Těšínské Slezsko) ist eine am 22. April 1998 begründete Euroregion im nordöstlichen Grenzgebiet zwischen Tschechien und Polen am Fluss Olsa um die Doppelstadt Český Těšín (tschechisch) und Cieszyn (polnisch) namens Teschener Schlesien.
Das Gebiet hat eine Fläche von 1741,34 km² (davon um 1618 km² innerhalb der historischen Landschaft) und im Jahr 2009 658.224 Einwohner, davon 351.289 in Tschechien und 306.935 in Polen. Die größten Städte sind auf polnischer Seite Jastrzębie-Zdrój (Bad Königsdorff-Jastrzemb) und auf tschechischer Seite Havířov.
Es besteht zu großen Teilen aus der historischen Landschaft Teschener Schlesien (siehe auch Herzogtum Teschen), der Teil in Tschechien wurde auch Olsagebiet genannt; ohne Bielsko-Biała und die Gemeinde Czechowice-Dziedzice in Polen und ohne Okres Ostrava-město, Frýdek-Místek und einige Dutzend Dörfer östlich der Ostravice, welche der Euroregion Beskiden und Euroregion Silesia angehören. Die Euroregion Beskiden grenzt im Westen, Süden und Osten an die Region Teschener Schlesien an, während im Nordwesten die Euroregion Silesia liegt. Weiterhin zugehörig sind die Stadt Jastrzębie-Zdrój und die Gemeinde Godów (ab 2003) außer der historischen Landschaft, im ehemaligen Königreich Preußen, die insgesamt 12,8 % des Gebiets des polnischen Teils der Euroregion umfassen, aber über 1/3 der Bewohner. Außerhalb der Euroregion blieb um 29 % des Territoriums der historischen Landschaft und über 30 % der Bevölkerung.
Im polnischen Teil der Euroregion machten die Polen im Jahr 2011 die absolute Mehrheit aus. Die Angaben der schlesischen Nationalität in der Volkszählung zählten insgesamt 2864, davon 1000 in Jastrzębie-Zdrój, 928 in der Gemeinde Godów und 936 innerhalb des historischen Teschener Schlesiens. Die zweitgrößte Minderheit waren 431 Deutsche. Insgesamt gab es 1,2 % nicht-polnischer Angaben im polnischen Teil, am meisten 7,4 % in der Gemeinde Godów. Auf der tschechischen Seite die größte Minderheit polnisch, im Jahr 2001 von 2,2 % in Hrčava bis 42,8 % in Hrádek nad Olší, in 30 Gemeinden über 10 %, insgesamt 37.117 in den Kreisen Karviná (7,02 %) und den gesamten Frýdek-Místek (7,62 %). Im nördlichen Teil um Karviná gab es dagegen in einigen Gemeinden mehr Slowaken (insgesamt 15.948 oder 5,88 % im Okres Karviná) und Mährer (3591 oder 1,32 % im Okres Karviná), als Polen und Schlesier (1963 oder 0,72 % im Okres Karviná). In beiden Kreisen deklarierten sich 667 Einwohner als Deutsche. Allgemein ist der tschechische Teil viel mehr kulturell heterogen, zwar waren über 80 % Tschechen, aber es gibt auch sichtbare Minderheiten der Roma, Vietnamesen und auch viel mehr Personen, die keine Nationalität angaben (von 12,9 % in Milikov bis 28,9 % in Doubrava).

## Administrative Gliederung
16 Gemeinden in Polen: Powiat Cieszyński (12 Gemeinden), 2 Gemeinden im Powiat Bielski (Jasienica und Jaworze), die kreisfreie Stadt Jastrzębie-Zdrój und die Gemeinde Godów im Powiat Wodzisławski.
43 Gemeinden in Tschechien, davon 16 (von 17) im Okres Karviná (Albrechtice u Českého Těšína, Bohumín, Český Těšín, Chotěbuz, Dětmarovice, Dolní Lutyně, Doubrava u Orlové, Havířov, Horní Suchá, Karviná, Orlová, Petrovice u Karviné, Petřvald, Rychvald, Stonava, Těrlicko) und 27 (von 72) im Okres Frýdek-Místek (Bocanovice, Bukovec u Jablunkova, Bystřice nad Olší, Dolní Lomná, Dolní Tošanovice, Hnojník, Horní Lomná, Horní Tošanovice, Hrádek nad Olší, Hrčava, Jablunkov, Komorní Lhotka, Košařiska, Milíkov u Jablunkova, Mosty u Jablunkova, Návsí, Nýdek, Písečná u Jablunkova, Písek, Řeka, Ropice, Smilovice u Třince, Střítež u Českého Těšína, Třanovice, Třinec, Vělopolí, Vendryně).